# Nahareca
Nahareca (Naha Reka, Maharaca) ist ein osttimoresischer Suco im Verwaltungsamt Ossu (Gemeinde Viqueque).

## Geographie
Der Suco Nahareca liegt im Nordosten des Verwaltungsamts Ossu. Nördlich befindet sich der Suco Uaibobo und südlich der Suco Uabubo. Im Osten grenzt Nahareca an das Verwaltungsamt Uato-Lari mit seinen Sucos Uaitame und Macadique Uaitame. Im Westen und Nordosten liegt die Gemeinde Baucau. Im Nordwesten ist es das Verwaltungsamt Venilale mit seinen Sucos Uatu Haco und Bado-Ho’o, im Nordosten das Verwaltungsamt Quelicai  mit seinen Sucos Maluro und  Lelalai. Entlang der Ostgrenze fließt der Fluss Sauma. In ihn münden der in Nahareca entspringende Uroassalae und der Culo, der nördliche Grenzfluss. Die Flüsse gehören zum System des nach Norden fließenden Seiçals. Entlang der Südostgrenze zu Afaloicai fließen die Flüsse Uailequi und Dulequi. Sie sind Nebenflüsse des nach Süden fließenden Bebuis.
Nahareca hat eine Fläche von 40,14 km² und teilt sich in die fünf Aldeias Darenau, Macabu U, Maurate, Raila A und Samarogo.
Der Ort Nahareca liegt im Zentrum des Sucos, auf einer Meereshöhe von 304 m. Zu dem Siedlungszentrum gehören auch die Orte Raila, Aelita und Samalari (Makasae für „Banyanbaum“). Hier gibt es einen Hubschrauberlandeplatz für Notfälle, eine medizinische Station und eine Grundschule, die Escola Primaria Nahareca.
Neben dem Siedlungszentrum in der Mitte des Sucos gibt es einen kleinen Ort an der Westgrenze zu Ossu de Cima. Hier steht eine weitere Grundschule.

## Einwohner
In Nahareca leben 1.754 Einwohner (2022), davon sind 868 Männer und 886 Frauen. Im Suco gibt es 379 Haushalte. Über 97 % der Einwohner geben Makasae als ihre Muttersprache an. Minderheiten sprechen Tetum Prasa oder Sa’ane.

## Geschichte
In Nahareca kam es am 10. August 1983 zu einem Schusswechsel zwischen FALINTIL-Kämpfern und dem 745. Battalion der indonesischen Besatzer. Dabei wurde ein Osttimorese verwundet und später von den Indonesiern hingerichtet.
Der spätere osttimoresische Präsident Taur Matan Ruak hatte in seiner Zeit im Widerstand gegen die Indonesier in Nahareca ein Versteck, wo er von der einheimischen Bevölkerung unterstützt wurde.

## Politik
Bei den Wahlen von 2004/2005 wurde Paulino da Silva zum Chefe de Suco gewählt. Bei den Wahlen 2009 gewann Paulino Albertino Ximenes und wurde 2016 in seinem Amt bestätigt.

## Persönlichkeiten
- Anacleto Freitas (* 1973), Politiker